# Итальянская конфедерация профсоюзов трудящихся
Итальянская конфедерация профсоюзов трудящихся (ИКПТ) (итал. Confederazione Italiana Sindacati Lavoratori, CISL) — итальянский национальный профсоюзный центр, представляющий различные католические группы и исторически связанный с Христианско-демократической партией.
ИКПТ входит в Международную конфедерацию профсоюзов и Европейскую конфедерацию профсоюзов .

## История
ИКПТ была создана после раскола Всеобщей итальянской конфедерации труда (ВИКТ) в 1948 году. В октябре 1948 года представители христианского течения ВИКТ учредили Свободную ВИКТ, которую возглавил Джулио Пасторе. В мае 1949 года из ВИКТ вышли республиканское и социал-демократическое течения, на базе которых вскоре образовалась Итальянская федерация труда (ИФТ). С 30 апреля по 1 мая 1950 года в Риме прошёл учредительный съезд Итальянской конфедерации профсоюзов трудящихся, которая образовалась в результате слияния Свободной ВИКТ и части ИФТ (остальные из ИФТ вошли в Итальянский союз труда). Примерно 80 % из 1,2 млн членов ИКПТ составили бывшие члены Свободной ВИКТ.
Создание ИКПТ проводилось при помощи американского профсоюзного движения, которое действовало в сотрудничестве с ЦРУ.
В основу курса Д. Пасторе, избранного генеральным секретарём нового профцентра, были положены независимость ИКПТ от всех политических партий, признания социального учения Католической церкви в качестве своего ценностного ориентира (при этом ИКПТ не являлась конфессиональным профсоюзом) и реформизм.
Несмотря на изначальное отмежевание от коммунистической ВИКТ и социал-демократического Итальянского союза труда, впоследствии руководство ИКПТ шло на сотрудничество с этими профсоюзными центрами. Так, во время забастовки металлистов в 1966 году, соответствующие отраслевые профсоюзы трёх профсоюзных центров выступили с единой программой. В 1969 году профсоюзные организации совместно провели масштабные забастовки на предприятиях Fiat и Pirelli и начали организовывать низовые органы рабочей демократии — фабрично-заводские советы. В 1972 году для координации совместных действий, была создана Федерация ВИКТ—ИКПТ—ИСТ. Федерация распалась летом 1984 года из-за разногласий между конфедерациями по вопросу декрета правительства Кракси «О стоимости рабочей силы».

## Организационная структура
Итальянская конфедерация профсоюзов трудящихся имеет двойную территориально-отраслевую структуру, что подразумевает параллельное наличие как отраслевых, так и региональных профсоюзных федераций.
Базовой организацией ИКПТ является профсоюзная секция, которая создается работниками на предприятиях.